# Sverre Brandhaug
Sverre Brandhaug (* 22. června 1959, Trondheim, Norsko) je bývalý norský fotbalový záložník a reprezentant.

## Klubová kariéra
Na klubové úrovni hrál fotbal v Norsku v mužstvech Strindheim IL a Rosenborg BK. Jedenkrát se stal nejlepším kanonýrem nejvyšší norské fotbalové ligy, v sezóně 1984 nastřílel v dresu Rosenborgu 13 gólů.

## Reprezentační kariéra
V A-týmu norské fotbalové reprezentace debutoval 3. 6. 1981 v kvalifikačním utkání v Bukurešti proti týmu Rumunska (prohra 0:1). Celkem odehrál v letech 1981–1991 za norský národní tým 35 zápasů a vstřelil 2 góly.